# 33926 Normand
33926 Normand este o planetă minoră (asteroid), cu un diametru de 4,851 km, din centura de asteroizi. A fost descoperită pe 6 iunie 2000 la Stația Anderson Mesa de Lowell Observatory Near-Earth-Object Search. 
Obiectul prezintă o orbită caracterizată de o semiaxă mare de 2,5578995 UAi, o excentricitate de 0,2, o înclinație de 7,64392 ° în raport cu ecliptica.